# اسوتلانا ماسترکووا
اسوتلانا ماسترکووا (روسی: Светлана Александровна Мастеркова؛ زادهٔ ۱۷ ژانویهٔ ۱۹۶۸) دونده دو نیمه‌استقامت اهل روسیه است.